# Кінопанорама (кінотеатр, Київ)
Кінотеатр «Кінопанорама» (офіційно ТОВ «Кінопанорама») — приватний кінотеатр, що спеціалізується на показі арх-хаусних фільмів. Кінотеатр розташований в Києва на вул. Шота Руставелі 19. До грудня 2008 року, коли Київська Міськрада ухвалила рішення про приватизацію, кінотеатр був муніципальним кінотеатром міста Києва.
Кінотеатр Кінопанорама був побудований у 1958 році як перший експериментальний панорамний кінотеатр.
За повідомленнями ЗМІ, кінотеатр закривається з 1 жовтня 2018 року.

## Історія кінотеатру
У 2009 році кінотеатр Кінопанорама було приватизовано структурами, пов'язанами із ЗАТ «Мандарин-плаза» і новим власником стала компанія ISTIL Group, що належить бізнесменові пакистанського походження Мохаммаду Захуру.
Невдовзі після приватизації у 2009 році Єврейська громада Києва на чолі з головним рабином Києва Моше Асманом подала у суд на ISTIL Group аби через суд повернути будівлю «Кінопанорами», оскільки за твердженням громади в приміщенні кінотеатру колись розташовувалася Купецька синагога. У позові Єврейської громади Києва було відмовлено і кінотеатр Кінопанорама залишився у власності структур ISTIL Group Мохаммада Захура.
Невдовзі після того як Київська Міськрада приватизувала кінотеатр у 2008 році, кінотеатр протягом не довгого періоду з 1 червня 2009 по 26 листопада 2009 року не працював, у зв'язку з позовом Єврейської громади Києва проти нових приватних власників кінотеатру.

## Про кінотеатр
Кінотеатр має 2 зали: великий зал (на 403 місця) та маленький зал (на 16 місць).